# Snyderina yamanokami
Snyderina yamanokami är en fiskart som beskrevs av Jordan och Starks, 1901. Snyderina yamanokami ingår i släktet Snyderina och familjen Tetrarogidae. Inga underarter finns listade i Catalogue of Life.